# Pinsac
Pinsac es una comuna francesa situada en el departamento de Lot, en la región de Occitania.

## Demografía
| 313 | 344 | 339 | 384 | 581 | 710 | 782 |
| Para los censos de 1962 a 1999 la población legal corresponde a la población sin duplicidades (Fuente: INSEE [Consultar]) |     |     |     |     |     |     |